# Ла Валенсьяна
Ла Валенсьяна (исп. Iglesia de la Valenciana) — католическая церковь эпохи чурригереско, расположена в городе Гуанахуато, штат Гуанахуато. Была основана в XVIII веке в районе расположения крупнейших в стране месторождений серебра Антонио де Ордоньесом и Алькокером, собственником приисков, чтобы отблагодарить Каэтан Тиенский за успешную добычу. При строительстве храма, особенно покрытии алтарей, использовалось сусальное золото. Церковь также является местом проведения фестиваля ''Internacional Cervantino''.

## Описание
Храм расположен на возвышенности у города Гуанахуато у шоссе, ведущего к городу Долорес-Идальго и возведён в стиле эпохи чурригереско.
Здание построено из розового вулканического камня (кантера) и окружено стеной, увенчанной зубцами. Фасад имеет асимемтричную форму. Некоторые камни у входов были извлечены для того, чтобы построить алтари. Двери главного входя вырезаны из дерева.
Внутренне пространство имеет форму креста, над серединой которого возвышается купол. В церкви есть три алтаря — все они выделаны золотом. В помещении также расположены кафедра и орган. Шрифт дат крещения датируется XIX веком. В храме также находятся картины XIX века Луиса Монроя и архивы университета Гуанахуато.

## История
Строительство церкви спонсировал Антонио де Ордоньесо и Алькосер, владелец местных серебряных шахт, который хотел отблагодарить святых за успешную добычу на шахте. Строительство храма началось в 1775 году усилиями архитектора Андреса де ла Ривоы мастером-плотником Мануэля Антонио де Карденаса. Оба они умерли до завершения строительства, и работу продолжили Хорхе Архандия и Хосе Симон Каэтано Товар. Церковь была достроена в 1788 году, и храм был освящён именем святого Каэтан Тиенского. Также запланированное строительство монастыря для театинцев так и не состоялось.
С момента окончания строительства были разрушены колокольня и некоторрые статуи с фасада.

## Галерея

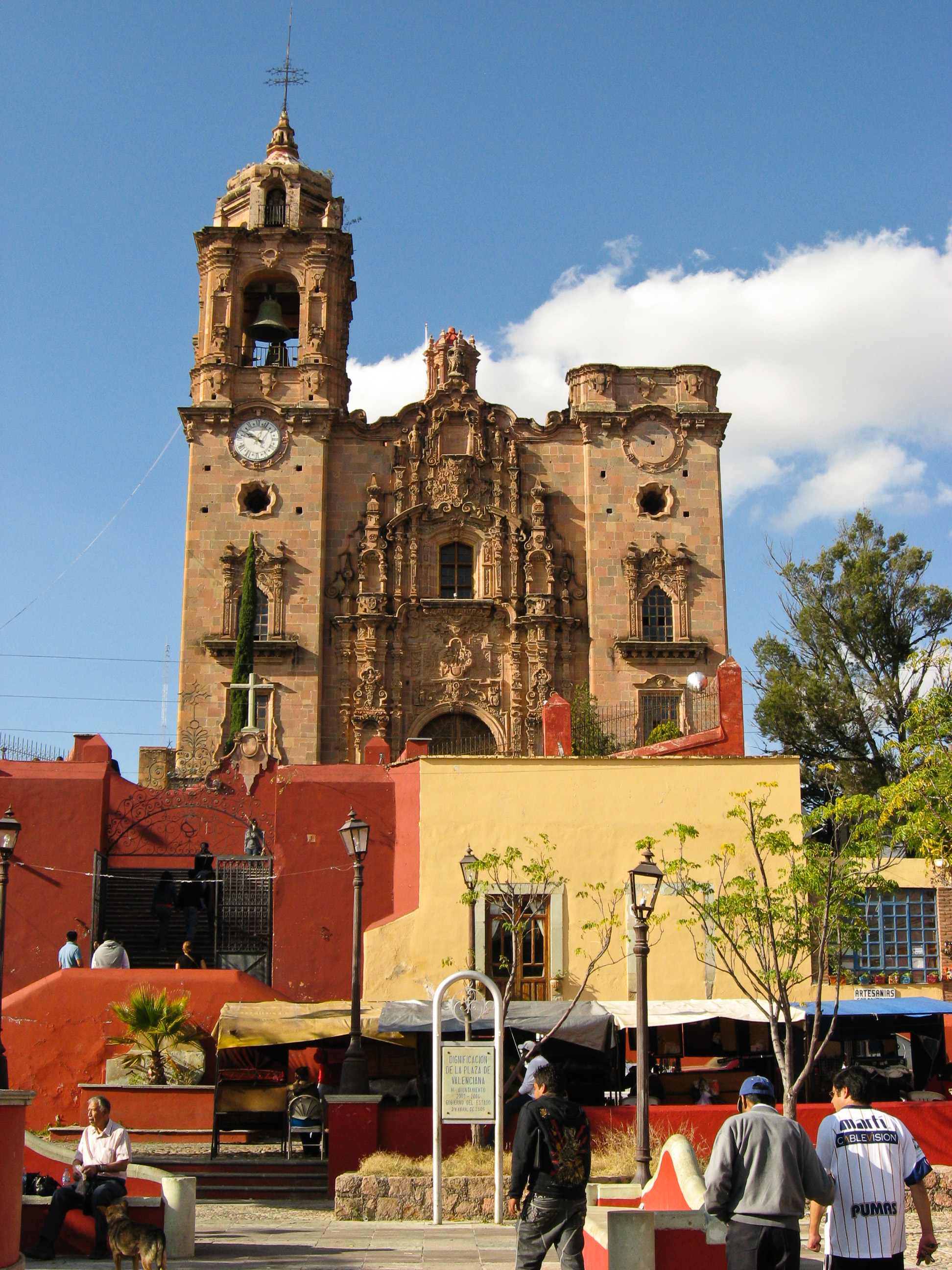
Фронтальный фасад храма
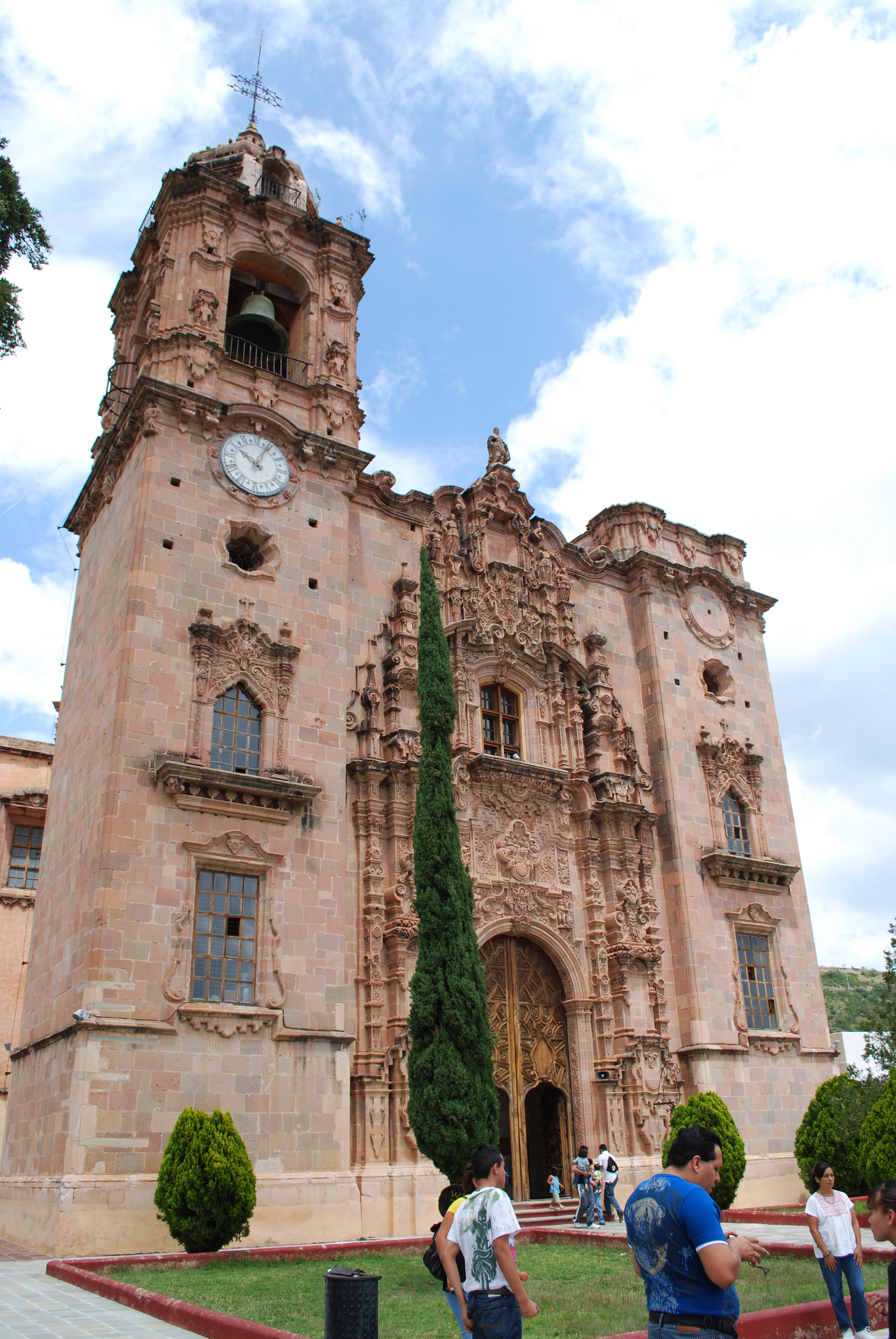
Вид с другого ракурса
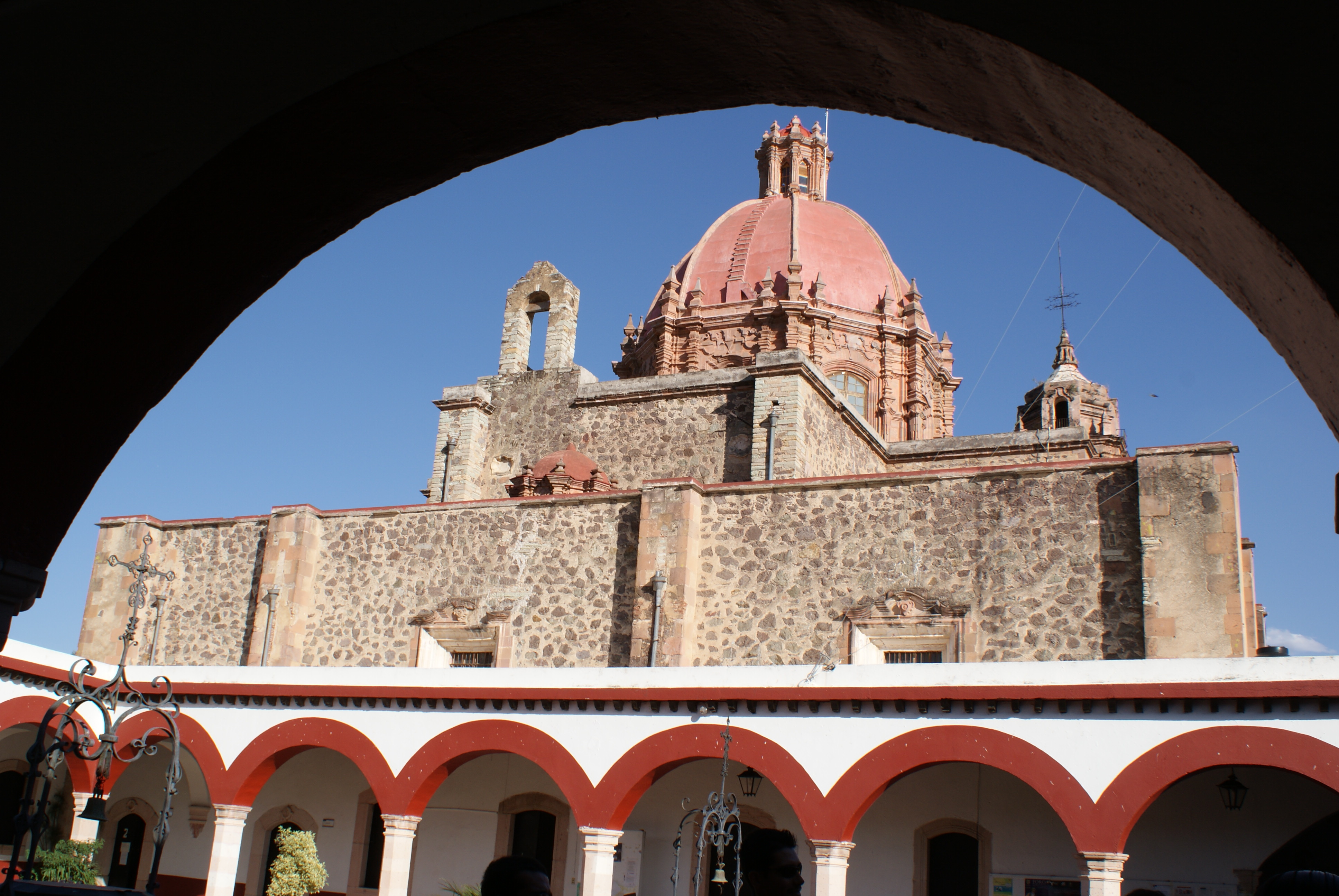
Купол церкви
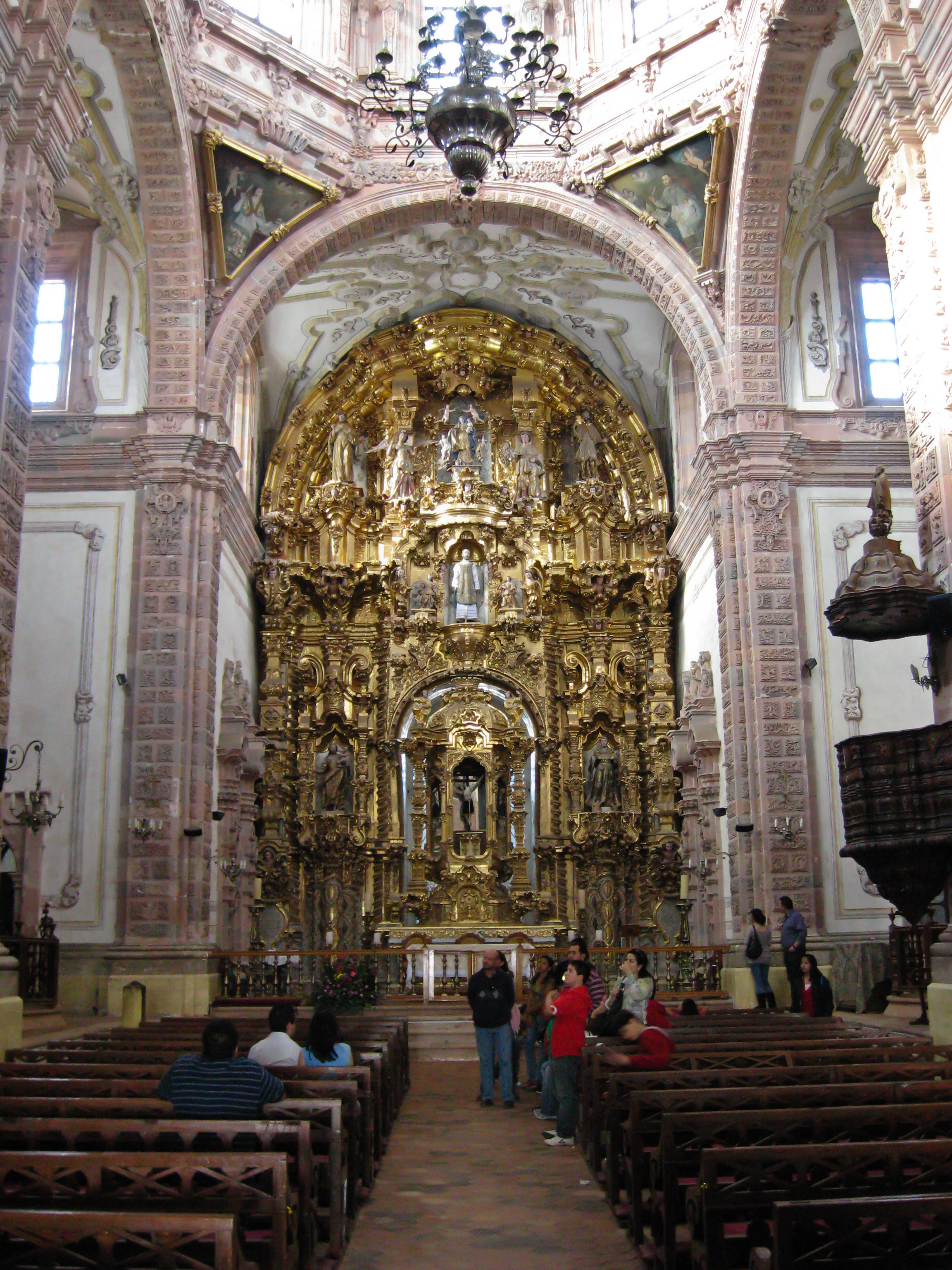
Внутри храма